# (3828) Hoshino
(3828) Hoshino (1986 WC) – planetoida z pasa głównego asteroid okrążająca Słońce w ciągu 5 lat i 239 dni w średniej odległości 3,17 j.a. Odkryli ją Kenzō Suzuki i Takeshi Urata 22 listopada 1986 roku.